# Poliwske
Poliwske (ukrainisch Полівське) ist ein Dorf in der ukrainischen Oblast Dnipropetrowsk mit etwa 198 Einwohnern (2001).
Das in den 1800er Jahren gegründete Dorf liegt an der Quelle der Saksahan, einem 144 km langen, linken Nebenfluss des Inhulez, 10 km südwestlich der Stadt Werchiwzewe, 35 km südlich vom ehemaligen Rajonzentrum Werchnjodniprowsk und 85 km westlich vom Oblastzentrum Dnipro.

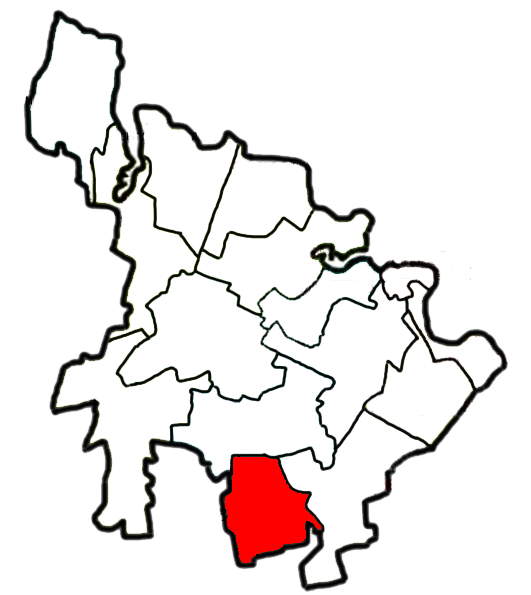
Gemeindegebiet innerhalb des Rajon Werchnjodniprowsk

Am 12. Juni 2020 wurde das Dorf ein Teil der neugegründeten Stadtgemeinde Werchiwzewe, bis dahin bildete es zusammen mit den Dörfern Adalymiwka (Адалимівка), Dubowe (Дубове), Hranowe (Гранове), Kalyniwka (Калинівка), Petriwka (Петрівка), Poliwske (Полівське) und Saksahan (Саксагань, bis 2016 Karla Marxa) die gleichnamige Landratsgemeinde Malooleksandriwka (Малоолександрівська сільська рада/Malooleksandriwska silska rada) im Süden des Rajons Werchnjodniprowsk.
Am 17. Juli 2020 kam es im Zuge einer großen Rajonsreform zum Anschluss des Rajonsgebietes an den Rajon Kamjanske.

## Bekannte Personen
- Oleksandr Pol (1832–1890), ukrainisch-russischer Geologe, Ethnograph, Archäologe und Geschäftsmann kam im zur Gemeinde zählenden Dorf Poliwske zur Welt. Das Dorf wurde nach ihm benannt.